# Colli del Trasimeno rosso frizzante
Le Colli del Trasimeno rosso frizzante est un vin effervescent rouge de la région Ombrie doté d'une appellation DOC depuis le 13 janvier 1972. Seuls ont droit à la DOC les vins récoltés à l'intérieur de l'aire de production définie par le décret.
Voir aussi les articles Colli del Trasimeno rosso,  Colli del Trasimeno rosso novello et Colli del Trasimeno rosso scelto. 

## Aire de production
Les vignobles autorisés se situent en province de Pérouse près du Lac Trasimène dans les communes de Castiglione del Lago, Città della Pieve, Paciano, Piegaro, Panicale, Pérouse, Corciano, Magione, Passignano sul Trasimeno et Tuoro sul Trasimeno.

## Caractéristiques organoleptiques
- couleur : rouge rubis  plus ou moins intense
- odeur : vineux, fruité
- saveur : sec, harmonique, vif

Le Colli del Trasimeno rosso frizzante se déguste à une température de 8 à 10 °C et il se boit jeune.

## Production
Province, saison, volume en hectolitres :
- pas de données disponibles